# Lee Philips
Leon Friedman (Nueva York, 10 de enero de 1927 – Brentwood, Los Angeles, 3 de marzo de 1999), conocido como Lee Philips, fue un actor, director y productor cinematográfico y televisivo de nacionalidad estadounidense.

## Biografía
Su verdadero nombre era Leon Friedman, y nació en Nueva York. Su carrera interpretativa se inició en el circuito de Broadway, y llegó a su cima con el papel protagonista de Michael Rossi en Peyton Place, película en la cual trabajó con Lana Turner.
Philips fue escogido para encarnar al Teniente Wood en el episodio de 1960 "The White Healer", perteneciente a la serie de antología Death Valley Days, presentada por Stanley Andrews, actuando acompañado por Joe Bassett (1910–1997), y Harry Holcombe (1906–1987).
En los años 1960, su carrera se orientó hacia la dirección, trabajando en producciones como las series televisivas Peyton Place o The Dick Van Dyke Show. Aun así, ocasionalmente continuó actuando, como hizo en 1963 en "Never Wave Goodbye", un episodio en dos entregas de la serie El fugitivo. Ese mismo año hizo un primer papel en "Passage on the Lady Anne", un episodio de una hora de duración correspondiente a la serie The Twilight Zone, para la cual actuó al año siguiente en el episodio "Queen of the Nile". Otra serie en la cual actuó fue Flipper en 1964, siendo igualmente artista invitado en Perry Mason en 1965, como Kevin Lawrence en "The Case of the Golden Venom", y como Gordon Evans en "The Case of the Fatal Fortune". Además actuó como invitado en Combat!, episodio "A Walk with an Eagle". Dirigió a Dick Van Dyke en varias entregas de la serie Diagnosis: Murder, y en 1973 dirigió The Girl Most Likely to..., cinta de Stockard Channing.
Lee Philips falleció a causa de una parálisis supranuclear progresiva en Brentwood, California. Había estado casado con Barbara Schrader (1956–1980) y con la actriz Jean Allison.

## Filmografía (selección)

### Director
- 1958 : The Donna Reed Show
- 1961 : The Dick Van Dyke Show
- 1964 : Gomer Pyle, U.S.M.C.
- 1965 : Gidget
- 1966 : Love on a Rooftop
- 1968 : El fantasma y la señora Muir
- 1969 : My World and Welcome to It
- 1969 : The Governor & J.J.
- 1970 : The Partridge Family
- 1971 : Longstreet
- 1971 : Cade's County
- 1972 : Getting Away from It All (telefilm)
- 1972 : The Waltons
- 1972 : Anna and the King
- 1972 : Kung fu
- 1973 : Going Places (telefilm)
- 1973 : The Girl Most Likely to... (telefilm)
- 1974 : The Stranger Within (telefilm)
- 1974 : The Red Badge of Courage (telefilm)
- 1975 : Sweet Hostage (telefilm)
- 1976 : Louis Armstrong - Chicago Style (telefilm)
- 1976 : The Practice
- 1976 : Dynasty (telefilm)
- 1976 : Wanted: The Sundance Woman (telefilm)
- 1977 : The Spell (telefilm)
- 1977 : The War Between the Tates (telefilm)
- 1978 : Special Olympics (telefilm)
- 1978 : The Comedy Company (telefilm)
- 1978 : The American Girls
- 1979 : Salvage 1
- 1979 : Valentine (telefilm)
- 1980 : Hardhat and Legs (telefilm)
- 1981 : On the Right Track
- 1981 : Crazy Times (telefilm)
- 1982 : A Wedding on Walton's Mountain (telefilm)
- 1982 : Mae West (telefilm)
- 1982 : Games Mother Never Taught You (telefilm)
- 1983 : Lottery!
- 1983 : Happy (telefilm)
- 1984 : Samson and Delilah (telefilm)
- 1985 : Space (miniserie TV)
- 1986 : The Blue Lightning (telefilm)
- 1986 : Barnum (telefilm)
- 1986 : American Geisha (telefilm)
- 1988 : Windmills of the Gods (miniserie TV)
- 1988 : King of the Olympics: The Lives and Loves of Avery Brundage (telefilm)
- 1989 : Money, Power, Murder. (telefilm)
- 1990 : Blind Vengeance (telefilm)
- 1991 : Silent Motive (telefilm)
- 1993 : Diagnosis: Murder

### Actor
- 1953 : Marty
- 1957 : Peyton Place
- 1958 : The Hunters
- 1959 : Middle of the Night
- 1958 : The Further Adventures of Ellery Queen
- 1960 : Tess of the Storm Country
- 1965 : The Lollipop Cover

### Guionista
- 1978 : The American Girls
- 1979 : Valentine (telefilm)

### Productor
- 1976 : Louis Armstrong - Chicago Style (película para televisión)